# Западная Курземская возвышенность
Западная Курземская возвышенность — высокогорье в западной части Курземской возвышенности. Это наиболее высокий район в западной части Латвии с хорошо выраженным рельефом, поэтому природные условия края наиболее благоприятны для ведения сельского хозяйства.
Западная Курземская возвышенность представляет собой водораздел между бассейнами стока реки Венты и Балтийского моря, здесь густая сеть рек, также есть много небольших озер.

## Климат
Благоприятный климат и литологический состав земной поверхности, богатой карбонатами, являются одной из причин того, что естественная растительность Западной Курземской возвышенности богаче, чем на остальной территории Латвии. Так, например, широколиственные деревья в этой местности естественным образом растут и восстанавливаются не только в местах с карбонатными глинистыми почвами, как в Центральной Латвии, но и на некарбонатных глинистых почвах. Группы растительности песчаных бассейнов Западной Курземской возвышенности также богаче видами растений, чем в Центральной Латвии.
Отличия климата Западной Курземской возвышенности от климата других районов Латвии определяются рельефом и географическим положением плато. Над плато преобладают влажные западные и юго-западные морские ветры, поэтому в его северной части выпадает около 600 мм осадков, а в южной — около 700 мм. В западной части возвышенности годовое количество осадков составляет около 600—800 мм. В период активной вегетации возвышенность получает больше всего тепла в Латвии. Вегетационный период длится в среднем около 185 дней, но на юго-западе он самый продолжительный в Латвии — 220 дней. Плато пересекает годовая изотерма 6°. По западной границе плато проходит изотерма января −3°, средняя температура на самом плато от −3,5 до −4° в январе. Средняя температура июля — самого теплого месяца — около 16,5°.

## Геологический состав почвы
Плато Западной Курземской возвышенности основано на возвышениях коренных пород. Состав коренных пород в этом районе разный. В северной части встречаются породы среднего и верхнего девона. В южной части преобладают карбонатные, пермские, триасовые и морские породы (известняк, доломит, глина, песчаник), выходы которых обнажаются по берегам многих рек, таких как Вента, Тебра, Алоксте, Летижа, Штервеля.
Четвертичный покров состоит из множества пород, отложенных ледником и его талыми водами, поэтому его стратиграфия разнообразна и сложна. Мощность четвертичных отложений колеблется от 120 м на юге до 30-40 м на севере.
Плато состоит из моренных и морено химических холмов, приподнятых базальных морен и лимногляциальных равнин. Между холмами широкие понижения. На склоне плато есть широкие пологие спуски, которые на местности выглядят как холмистые равнины или низкие бассейны местных котловин.
Самая высокая вершина — Криевукалнс находится на холмах вблизи Эмбуте.

## Леса
Леса представлены широколиственными видами деревьев, такими как дуб, липа, ясень и вяз, распространены также еловые леса.
Насаждения широколиственных видов деревьев встречаются на карбонатных флювиогляциальных породах на юго-западном краю возвышенности. Граб растет на возвышенности Дуника и на холме Свентая. Широколиственные леса включены в перечень природоохранных объектов.

## Воды
Западная Курземская возвышенность, являясь водоразделом между бассейнами стока Венты и Балтийского моря, питает густую сеть рек. Почти повсюду в узких и пересеченных нагорьях возвышенности сохраняются хорошие дренажные условия. На коротком восточном склоне возвышенности на левом берегу Венты образовалась особенно густая сеть речных долин и глубоких оврагов. В северной и центральной части плато мощность годового стока составляет около 270 мм, а в южной — около 280 мм.
Реки Ужава, Рива, Тебра, Дурбе, Барта начинаются на западном склоне возвышенности. В целом речная сеть густая, тепловлажностный режим хороший, однако в межгорных понижениях наблюдается скопление влаги. Человек на протяжении истории Латвии много сделал для регулирования водных стоков, выпрямляя и углубляя русла рек.
Есть много небольших озер. Узкие длинные озера в северной части плато представляют собой озера подледниковых желобов.